# Crestonia

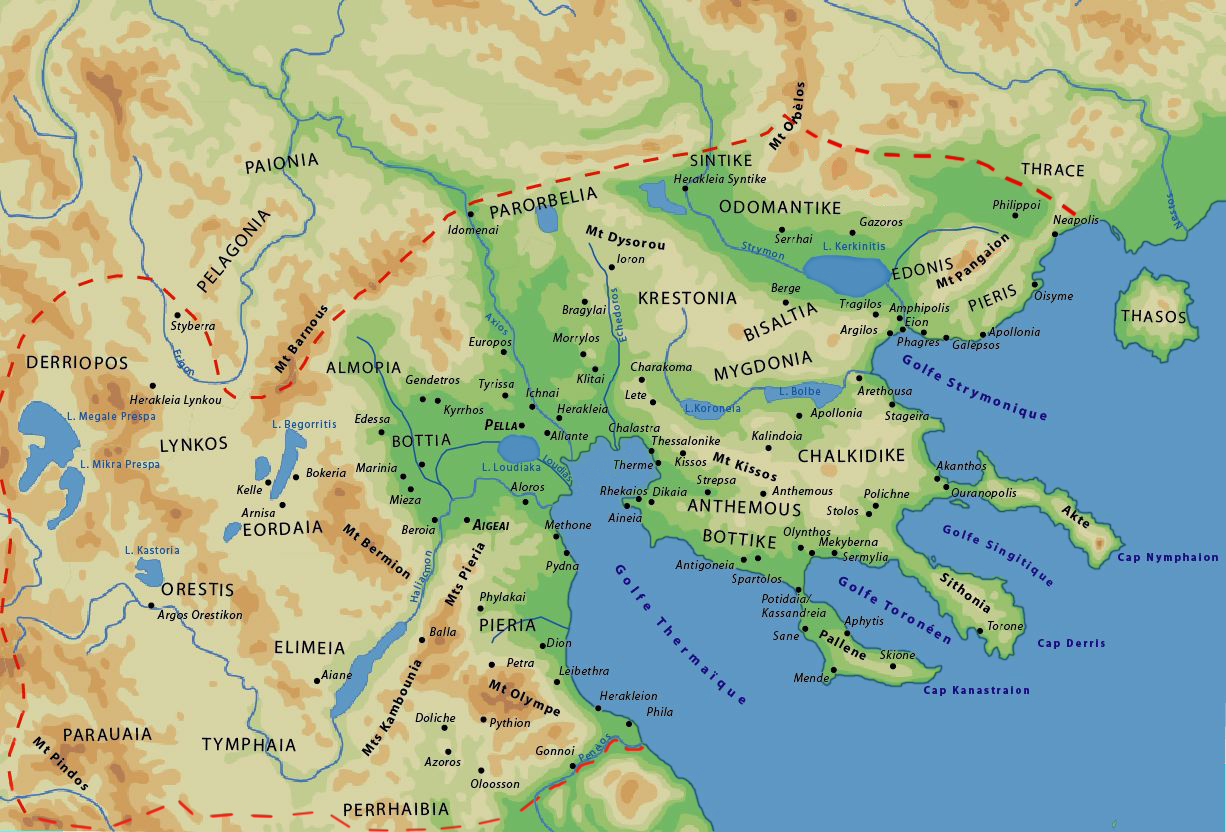
Crestonia (Krestonia), a nord della Mygdonia

La Crestonia  (greco: Κρεστονία, trasl. Krestonia) era un'antica regione della Macedonia posta a nord della Migdonia, fra il fiume Echedoros e lo Struma.
In antichità la regione era abitata dai superstiti dei Pelasgi, poi fu tenuta dai Peoni, e successivamente dai Traci. Al tempo dell'invasione di Serse (seconda guerra persiana) Erodoto afferma che la Crestonia era governata da un re Tracio. Dopo la sconfitta dei persiani a Platea la Crestonia venne annessa al Regno di Macedonia tanto che Tucidite afferma che al tempo della guerra del Peloponneso era appunto governata dai macedoni.
Le principali città della regione erano: Creston e Gallicum (o Callicum), la moderna Kilkis, un posto situato a 16 miglia da Tessalonica, sulla strada romana per Stobi.
Attualmente la regione fa parte della prefettura greca di Kilkis.